# Aux 88
Aux 88 (stylisé AUX 88) est un duo américain d'electro, originaire de Détroit, dans le Michigan. Formé en 1993 par Keith Tucker et Tommy Hamilton, ils sont également connus sous les noms Aux Men et Alien FM.
Ils sont à la fois influencés par l'electro, la miami bass et la techno de Détroit, un mélange qui a pu être qualifié de « techno bass ».

## Histoire
Après avoir participé à la formation de RX-7 en 1985 puis de Sight Beyond Sight, Keith Tucker et Tommy Hamilton forment Aux 88 en 1993. En 1995, Keith Tucker quitte temporairement Aux 88 afin de se concentrer sur sa carrière solo. Tommy Hamilton produit alors seul l'album Xeo-Genetic.
En 2010, Aux 88 sortent l'album Black Tokyo en collaboration avec deux musiciennes et chanteuses japonaises nommées Erika et Ice Truck. Selon la journaliste Holly Dicker, cet album leur a permis de trouver une audience plus large que les habituels amateurs d'electro.
En 2015, le groupe sort un documentaire autobiographique intitulé Aux 88: Portrait of an Electronic Band. En 2020, ils sortent un nouvel album intitulé Counterparts chez Direct Beat.

## Discographie
- 1993 : Bass Magnetic (430 West Records)
- 1996 : Is It Man or Machine? (Direct Beat)
- 1998 : Reprogramming the Machines (Direct Beat)
- 1998 : Xeo-Genetic (Direct Beat)
- 2005 : Aux 88 (Submerge Recordings)
- 2009 : Mad Scientist (Puzzlebox Records)
- 2010 : Black Tokyo (Puzzlebox Records)
- 2020 : Counterparts (Direct Beat)